# Leuga

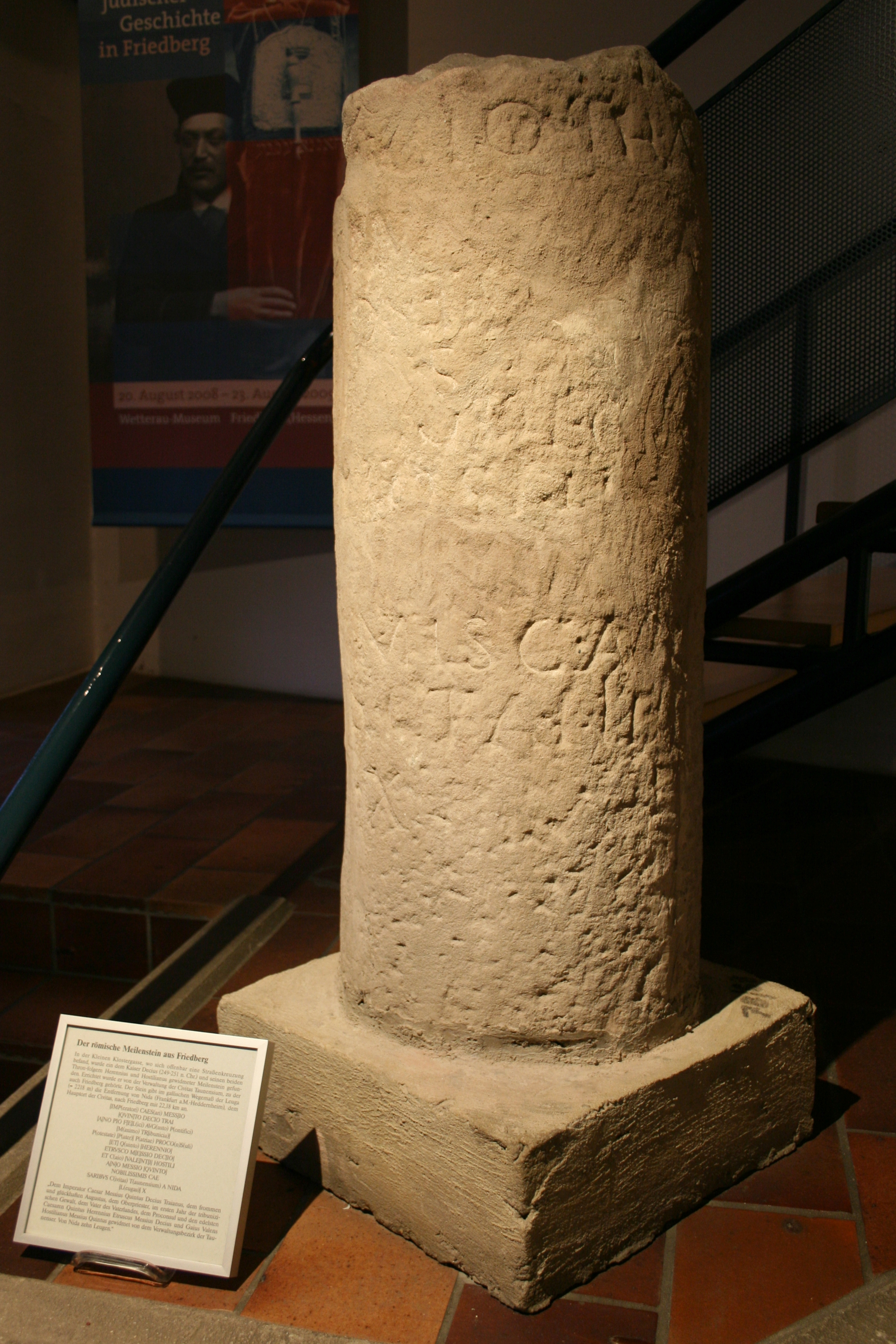
Leuga-markering (Wetterau-Museum, Friedberg). Inscriptie CIL XIII, 09123.

De leuga is een oude lengtemaat en bedroeg circa 2200 m. De leuga was ten tijde van het Romeinse Rijk in gebruik in de provincies Germania Inferior, Germania Superior, Gallia Belgica en Gallia Lugdunensis. Behalve de leuga is er ook een leuga drusiana (mv. leugae drusianae) geweest, ook de term leuga gallica is gebruikt.
De leuga werd al voor de Romeinse verovering van Gallië gebruikt door de Kelten. Zij noemden hem de lieska: deze term duidde de afstand aan die iemand in een half uur kon afleggen en bedroeg ongeveer 2450 m. Nadat de Romeinen Gallië hadden veroverd werd de naam verlatijnst tot leuca en leuga. Het Romeinse Rijk gebruikte uniforme standaardmaten in het rijk. Alleen in de randgebieden waren afwijkende maten in gebruik. De pes drusianus is een 1⁄8 groter dan de pes monetalis zodat de leuga drusianus even lang was als deze oude maat. Het achtervoegsel drusianus komt van de Romeinse veldheer Nero Claudius Drusus. Net als de Romeinse mijl was de leuga onderverdeeld in passen en voeten. Bij de Romeinse mijl heette een voet voluit pes monetalis en een pas passus monetalis. De leuga werd in de 3e eeuw bepaald op 1,5 keer de lengte van zijn Romeinse equivalent de Romeinse mijl of milia passuum monetalis, dus ongeveer 2200 m. 

## Romeinse lengtematen
De meeste Romeinse lengtematen zijn gebaseerd op de pes, de Romeinse voet. De oorspronkelijk Griekse stadium en Keltische leuga werden door de Romeinen gestandaardiseerd op respectievelijk 625 en 7500 pedes.
| Romeinse maat | Nederlands     | Vergelijkbaar met | Lengte  |
| ------------- | -------------- | ----------------- | ------- |
| Digitus       | Vingerbreedte  |                   | 18,5 mm |
| Uncia         | Duimbreedte    | Duim              | 24,6 mm |
| Palmus minor  | Handbreedte    | Palm              | 74 mm   |
| Palmus major  | Handlengte     | Palm              | 222 mm  |
| Pes           | Voetlengte     | Voet              | 296 mm  |
| Cubit         | Onderarmlengte | El                | 444 mm  |
| Gradus        | Stap           |                   | 0,74 m  |
| Passus        | Pas            |                   | 1,48 m  |
| Pertica       | Paal           | Roede             | 2,96 m  |
| Actus         | Weg            |                   | 35,52 m |
| Stadium       | Baanlengte     |                   | 185 m   |
| Milia passuum | 1000 passen    | Mijl              | 1482 m  |
| Leuga         | 1,5 mijl       |                   | 2223 m  |

## Etymologie
Het Romeinse leuca/leuga stamt af van het Keltische lieska. De benamingen van latere lengtematen als de legua (Iberisch Schiereiland en Zuid-Amerika), lieue (Frankrijk) en league (Britse Rijk) zijn van het Latijnse leuga afgeleid.